# Jürg Luchs
Jürgen "Jürg" Luchs (29 de setembro de 1956) é um ex-ciclista suíço de ciclismo de estrada.
Luchs competiu nos Jogos Olímpicos de Verão de 1980 em Moscou, onde foi integrante da equipe suíça de ciclismo que terminou em décimo quarto lugar na prova de 100 km contrarrelógio por equipes. Terminou em quadragésimo oitavo individualmente.